# Bounty Killer
Bounty Killer, właściwie Rodney Basil Price (ur. 12 czerwca 1972 w Kingston) – jamajski muzyk reggae, dancehall i didżej. Założyciel grupy The Alliance.

## Życiorys

### Dzieciństwo i początek kariery
Price urodził się w Kingston na Jamajce, ale szybko przeprowadził się do Riverton City wraz z matką i ośmiorgiem rodzeństwa. Jego ojciec prowadził wytwórnię Black Scorpio i tak Price jako nastolatek rozpoczął swoją karierę jako didżej sound system. W wieku 14 lat został postrzelony podczas walki dwóch rywalizujących ze sobą partii politycznych, a podczas rekonwalescencji w szpitalu przyjął pseudonim Bounty Killer.

### 1990 – 2000
Na początku lat 90. Bounty Killer został zaproszony przez swojego przyjaciela Boom Dandymite do współpracy z producentem Kingiem Jammym. Price ostatecznie nagrał album na wiosnę 1992. Jednym z pierwszych utworów był "Coppershot", którego Jammy nie zezwolił wydać ze względu na jego tekstu gloryfikujące Gun Culture. Brat Jammy’ego, Uncle T wydał singiel jako swój, który stał się hitem w Jamajce i szybko został zauważony przez nowojorskiego rapera Johnny’ego Wondera.
W 1993 roku Bounty Killer wziął udział w corocznym festiwalu Sting, który odbył się dzień przed Bożym Narodzeniem. On i piosenkarz Merciless wdali się w bójkę podczas Festiwalu Sting w 1997 roku. Trafił również na pierwsze strony gazet w całej Jamajce po tym jak oskarżył Beenie Mana o kradzież jego tekstów
W połowie lat 90. Price nagrał takie utwory jak "Defend the Poor", "Mama", "Book, Book, Book", "Babylon System" i "Down in the Ghetto", dzięki którym stał się popularny nie tylko na Jamajce, ale też w USA i całej Europie, co pozwoliło mu nagrywać z takimi artystami jak Busta Rhymes, Masta Killa, The Fugees, Wyclef Jean, Capone-N-Noreaga, Swizz Beatz czy AZ. Nagrywał również z takimi grupami jak Wu-Tang Clan czy Mobb Deep.

### 2000 – teraz
W 2001 roku współpracował z No Doubt, z którym wydał singiel "Hey Baby". W 2002 roku wydał albumy Ghetto Dictionary Volume I: Art of War i Ghetto Dictionary Volume II: Mystery, które zostały nominowane do nagrody Grammy.
W 2006 podpisał kontrakt z VP Records i jeszcze w tym samym roku wydał kompilacyjny album Nah No Mercy – The Warlord Scrolls, który miał na celu wypromować młodych artystów takich jak Vybz Kartel, Mavado i Elephant Man, którzy zostali nowymi członkami The Alliance.

### Życie osobiste
Bounty Killer został dwa razy aresztowany na dorocznym Reggae Sumfest, lecz wyszedł na wolność za kaucją. W 2001 roku za sprzeczkę z innym artystą został aresztowany i oskarżony w 2008 roku.
3 lutego 2009 został zatrzymany za nieprzepisową jazdę i odmowę podjęcia się badaniu alkomatem.

## Dyskografia
- 1994: Roots, Reality & Culture
- 1994: Jamaica’s Most Wanted
- 1994: Guns Out
- 1994: Face To Face
- 1994: Down In The Ghetto
- 1995: No Argument
- 1996: My Xperience
- 1997: Ghetto Gramma
- 1998: Next Millennium
- 1992: 5th Element
- 2002: Ghetto Dictionary – The Mystery
- 2002: Ghetto Dictionary – The Art of War
- 2006: Nah No Mercy – The Warlord Scrolls